# Нидрузки мост
Нидрузкият мост (на гръцки: Γεφύρι Νιδρούζι) е красив каменен мост в Егейска Македония, Гърция. Мостът е провъзгласен за исторически паметник.
Мостът е разположен на река Доцикиотико (Дуската река) преди вливането в нея на Смиксиотико. Носи името на планината Нидрузи, под която се намира. Наричан е и Просворски (Πρόσβορου), по името на село Просворо (Делвино), Алатопетренски (Αλατόπετρας), по името на село Алатопетра (Туз), Гавоски (Γκαβού) или Палиомилски (Παλιόμυλου).
Строежът му датира от XIX век, когато това е единственият път, свързващ района с Гревена. Това е каменен мост с дължина 12 m и ширина 3,45 m. Мостът е направен от правоъгълни дялани пясъчни камъни, които занаятчиите от онова време са набавяли от непосредствената скалиста околност. Конструкцията на фасадите е изпълнена в хоризонтални редове с еднаква дебелина. Той е уникален пример за строителство с изоструктурна система. Основата на моста е изградена върху здрава скала и няма проблеми от слягане. Арката е изградена с поредица от камъни във формата на лек клин. При изграждането на горната част са поставени симетрично между дяланите камъни две метални скоби, чиито краища и закотвяне се виждат на фасадите и допринасят за сцеплението на конструкцията. Вътрешността на постаментите е запълнена с камъни и пръст. Проходът е с обща дължина 20 m. Състои се от по-малки правоъгълни камъни от по-твърд варовик. Направен е опит камъните да се наредят на редове по дължината на моста. Краищата на дългия проход са ограничени от серия каменни плочи и са били основата на парапет. Пострадал е парапетът с височина 35 cm и дебелина 12 – 15 cm. Изграден е от големи правоъгълни камъни с дължина 50 – 60 cm. Нито един от камъните, които са го изграждали, не е открит, но формата му е запазена на стара цветна снимка на моста.